# 凤州镇
凤州镇，是中华人民共和国陕西省宝鸡市凤县下辖的一个乡镇级行政单位。

## 行政区划
凤州镇下辖以下地区：
龙口社区、龙口村、白石铺村、凤州村、桑园村、苍坪村、北山村、马安山村、磨湾村、邓家台村、鹿母寺村和国安寺村。